# 풍기IC터미널
풍기IC터미널은 경상북도 영주시 봉현면 대촌리 438번지에 소재해 있다. 중앙고속도로 풍기 나들목 입구의 농업인복지회관에서 영주시외버스터미널에서 착발하는 동서울, 서울경부 방면 고속버스 및 수도권 방면 시외버스의 발권과 예매가 가능하다. 중간 승·하차장이기 때문에 영주시외버스터미널이나 동서울, 서울경부에서 출발한 고속버스, 수도권에서 출발한 시외버스가 중간 정차 하는 형태여서 이 곳에서 착발하는 노선은 없다. 고속버스 전산망 상의 터미널 번호는 834이다.

## 개요
영주시 풍기읍과 봉현·부석·단산·안정 면민들의 요청에 따라 중앙고속도로 풍기 나들목 입구의 농업인복지회관에서 동서울, 서울경부 방면 고속버스의 승차 또는 하차가 가능하도록 2011년 9월 9일부터 본격 운영되고 있다.
발권과 승차지는 풍기 나들목 입구에 있는 농업인복지회관, 하차지는 맞은 편 도로의 풍기방면으로 100m 하단에 승강장의 형태로 위치해 있다.
고속버스 운행 관련 법에 따라 풍기IC에서 영주시외버스터미널로, 혹은 영주시외버스터미널에서 풍기IC로는 승객을 받지 않는다. 또한 영주시외버스터미널에서 구입한 표를 풍기IC터미널에서 환불 및 교환이 불가하고, 또 그 반대의 경우에도 마찬가지이며, 그러한 승차권으로 상호 터미널에서 승차할 수 없다.
차량의 출발시간은 풍기IC터미널은 영주시외버스터미널 기준으로 된 출발 시간에서 약 10분 소요된 시간으로 터미널의 시간표에 안내하고 있으나, 미리 영주시외버스터미널 출발 시간에 맞추어 터미널에 가서 승차권을 발권하도록 한다. 또 풍기IC터미널에서 승.하차 하는 것과 영주시외버스터미널에서 승.하차 하는 것에는 운임에서 차이가 생기기 때문에 서울에서 출발하는 차량의 승차권 예매 또는 발권 시에는 행선지를 풍기와 영주로 구분하여야 한다.
고속도로를 이용한 버스가 영주행 버스가 풍기 나들목에 내려서 농업인복지회관 맞은 편 버스승강장에 정차하여 승객들을 하차시킨 후, 5번 국도를 경유하여 영주시외버스터미널로 향한다.

## 운행 노선
- 이 곳은 동서울, 서울경부 방면 고속버스 및 수도권 방면 시외버스에 한해서 중간 승차 및 하차만 하는 곳이다. 충청권, 영남권 방면 시외버스 노선이나 동대구 방면 고속버스를 이용하려면 영주시외버스터미널에 가야한다.
- 2017년 7월 1일부터 서울방면 고속버스의 종착지가 서울센트럴시티에서 서울고속버스터미널로 변경되었다.[2]

### 고속버스
- 2017년 7월 1일부터 서울행 고속버스 종착지가 서울센트럴시티에서 서울고속버스터미널로 변경되었다.[3]
- 2018년 1월 17일부터 단양 경유 서울행 고속버스 노선이 신설되었다.[4]

| 운행노선          | 운행업체                  | 운행구간 | 운행구간 | 운행구간 | 경유지 | 배차 간격 (분) | 시간표                                          |
| ----------------- | ------------------------- | -------- | -------- | -------- | ------ | -------------- | ----------------------------------------------- |
| 풍기IC ↔ 서울경부 | 경기고속 코리아와이드경북 | 풍기IC   | ↔        | 서울경부 | 무정차 | 90             | 첫차:07:10(풍기IC 기준) 막차:20:40(풍기IC 기준) |
| 풍기IC ↔ 서울경부 | 경기고속 코리아와이드경북 | 풍기IC   | ↔        | 서울경부 | 단양   | 3회            | 09:10, 13:50, 18:10                             |

### 시외버스
수도권 방면
- 2018년 3월 1일부터 영주발 수도권행 시외버스의 정차가 확정되었다.[6]

| 운행노선        | 운행업체                  | 운행구간 | 운행구간 | 운행구간 | 경유지               | 배차 간격 (분) | 시간표                                          |
| --------------- | ------------------------- | -------- | -------- | -------- | -------------------- | -------------- | ----------------------------------------------- |
| 풍기IC ↔ 고양   | 경기고속                  | 풍기IC   | ↔        | 고양     | 의정부               | 4회            | 09:20, 14:50, 16:30, 17:50                      |
| 풍기IC ↔ 동서울 | 경기고속 코리아와이드경북 | 풍기IC   | ↔        | 동서울   | 무정차               | 35~40          | 첫차:06:25(풍기IC 기준) 막차:22:10(풍기IC 기준) |
| 풍기IC ↔ 부천   | 경기고속 코리아와이드경북 | 풍기IC   | ↔        | 부천     | 안양, 호계동, 송내역 | 6회            | 첫차:08:30(풍기IC 기준) 막차:18:30(풍기IC 기준) |
| 풍기IC ↔ 성남   | 경기고속 코리아와이드경북 | 풍기IC   | ↔        | 성남     | 무정차               | 6회            | 첫차:08:40(풍기IC 기준) 막차:19:30(풍기IC 기준) |
| 풍기IC ↔ 수원   | 코리아와이드경북          | 풍기IC   | ↔        | 수원     | 무정차               | 8회            | 첫차:08:00(풍기IC 기준) 막차:20:00(풍기IC 기준) |
| 풍기IC ↔ 인천   | 코리아와이드경북          | 풍기IC   | ↔        | 인천     | 안산                 | 9회            | 첫차:07:30(풍기IC 기준) 막차:20:10(풍기IC 기준) |

## 대중교통 연계 불편
- 영주 도심지와의 거리가 대단히 크고, 심지어 풍기읍내와의 이격거리도 매우 상당한 편이다. 그리고 터미널과 도로망 연계 또한 풍기읍에서 주민들의 생활권인 영주 도심지로 나가기 위한 구 국도 5호선을 따라가는 경로와는 완전히 벗어난 지방도 제 931호선 상의 예천방면 구간 상에 위치해 있다.

- 풍기읍, 봉현면, 안정면, 예천군으로 향하는 시내버스 연계도 하루에 버스가 몇 회 수준으로 운행하는 등 대중교통 연계가 대단히 빈약한 편이고, 또 각종 관광지나 부석면, 순흥면, 단산면, 동양대 등으로 향하는 버스노선은 아예 존재하지 않는 외곽의 농촌지역에 위치하여 대중교통 연계가 상당히 불편하다.

- 오전의 이른 시간대와 심야에는 대중교통 자체가 없고, 또 대중교통 연계가 매우 불편하여 풍기 승.하차 승객 대부분은 영주터미널을 이용하고 있어서 이용객은 많지 않은 편이다.

## 같이 보기
- 영주시외버스터미널